# Autoritärer Charakter
Das Konzept des autoritären Charakters geht wesentlich auf Erich Fromm zurück, der es am Institut für Sozialforschung unter der Leitung Max Horkheimers in den 1930er-Jahren entwickelte.

## Definition
Unter dem Begriff „autoritärer Charakter“ fasst Erich Fromm ein bestimmtes Muster von sozialen Einstellungen bzw. Persönlichkeitseigenschaften, die das Sozialverhalten seiner Auffassung nach negativ prägen, u. a. Vorurteile, Konformität, Destruktivität, Autoritarismus, extremen Gehorsam gegenüber Autoritäten, Rassismus und Ethnozentrismus, d. h. Ablehnung des Fremden und fremder Kulturen, zusammen.
Wilhelm Reich hatte 1933 mit seiner Massenpsychologie des Faschismus die erste größere Auseinandersetzung mit dem Faschismus bzw. dem Nationalsozialismus aus psychoanalytisch-gesellschaftskritischer Sicht geliefert. Er behauptet darin einen fundamentalen Zusammenhang zwischen autoritärer Triebunterdrückung und faschistischer Ideologie. Die patriarchalische (Zwangs-)Familie als Keimzelle des Staates schaffe die Charaktere, die sich der repressiven Ordnung, trotz Not und Erniedrigung, unterwerfen. Das später von Erich Fromm erstellte Konzept des „autoritären Charakters“ sah Reich als verwässerndes Plagiat seiner Theorie an.

## Theorie nach Erich Fromm
Als Erich Fromm 1930 Leiter der sozialpsychologischen Abteilung des Frankfurter Instituts für Sozialforschung wurde, verfasste er mehrere grundlegende Aufsätze für die Zeitschrift für Sozialforschung. In seiner Arbeit Über Methode und Aufgaben einer analytischen Sozialpsychologie aus dem Jahr 1932 stellte er folgenden Satz an das Ende des Aufgabenkatalogs: „Die Theorie, wie die Ideologien aus dem Zusammenwirken von seelischem Triebapparat und sozialökonomischen Bedingungen entstehen, wird dabei ein besonders wichtiges Stück sein.“ (1932, S. 54). Im nächsten Heft folgte ein Beitrag zur psychoanalytischen Charakterkunde. Ohne diese Aufsätze und ohne seine theoretischen und empirischen Beiträge zu dem Kollektivwerk Studien über Autorität und Familie des Instituts für Sozialforschung im Jahr 1936 sind die späteren Projekte des Frankfurter Instituts, u. a. die Authoritarian Personality nicht zu verstehen.
Fromm prägte den Begriff des „Sozialcharakters“ bzw. „Gesellschaftscharakters“, der im Unterschied zum „Individualcharakter“ nur jene Eigenschaften umfasse, die durch die gemeinsame Lebensweise und Grunderlebnisse, durch gesellschaftstypische Erwartungen, durch die Anforderungen an ein angepasstes Verhalten bzw. durch die Unterdrückung von abweichendem Verhalten vermittelt werden. Im Unterschied zu einer abstrakten soziologischen Sicht auf die gesellschaftlichen und staatlichen Bedingungen im Allgemeinen bzw. auf ein soziales Milieu befasst sich Fromm mit dem konkreten sozialpsychologischen Geschehen: Der Sozialcharakter eines Menschen wird primär in der Familie geformt. Damit schuf Fromm ein Brücken-Konzept zwischen Soziologie, Sozialpsychologie und Differenzieller Psychologie (Charakterkunde).

### Autoritäre Persönlichkeitszüge
Fromm sieht im Streben nach Freiheit und nach Gerechtigkeit fundamentale Wesenszüge aller Menschen. Viele Menschen seien dieser Freiheit jedoch nicht gewachsen bzw. haben durch Erziehung einen Sozialcharakter erworben, der an Macht und Gehorsam orientiert sei. In seinem Buch Escape from Freedom (1941) beschrieb Fromm die Psychodynamik dieser Furcht und Flucht vor der Freiheit. Der geistige Konformismus verträgt keine Andersdenkenden und keine pluralistische Welt. Als typische Züge des autoritären Charakters nannte Erich Fromm die Unterwürfigkeit gegenüber Autoritätspersonen, außerdem Destruktivität (Zerstörungslust), Selbsterhöhung und starre Konformität. Zu dieser durchgehenden Orientierung an Macht und Stärke gehört eine Denkweise, die an Konventionen hängt, zugleich abergläubische und stereotype Züge hat, sensible und künstlerische Seiten zurückweist und vor allem alles Fremde, fremde Menschen und Sitten, ablehnt. Die autoritäre Persönlichkeit tendiert dazu, Ideologien zu folgen, ist konform, bei extremer Ausprägung „potentiell faschistisch“ und destruktiv. Den tieferen Grund, weshalb sich diese Charakterstruktur herausbildet, sah Fromm primär nicht in einer Triebstruktur, sondern in der Unfähigkeit von Menschen, mit ihrer prinzipiellen Freiheit umzugehen – sie fliehen vor dieser selbstverantwortlichen Freiheit in eine konforme Sicherheit und orientieren sich an der Autorität. Dieser soziale Charakter wird vor allem durch typische Grunderlebnisse innerhalb der Familie und im Kontext der gesellschaftlichen Verhältnisse und Anpassungen vermittelt.
Hier verwendete Fromm den Begriff „autoritärer Charakter“ synonym mit der aus der Psychopathologie stammenden Bezeichnung „sadomasochistischer Charakter“. Dieser tritt in der aktiven Variante überwiegend mit sadistischen Tendenzen (Freude an Beherrschung eines Schwächeren, Befriedigung durch Machtausübung) und in der passiven Variante überwiegend mit masochistischen Tendenzen (Freude an Unterwerfung unter einen Stärkeren, Befriedigung durch Gehorsam) in Erscheinung. In gesellschaftlichen Hierarchien fügt sich, so argumentiert Fromm, der autoritäre Charakter kritiklos ein, weil er sich in der Identifikation mit Machtträgern nicht länger mit seiner Nichtigkeit und Ohnmacht konfrontiert sieht, sondern diese Gefühle kompensieren kann. Die autoritäre Gesellschaftsstruktur produziert demnach Bedürfnisse nach Gehorsam, Unterwerfung und Machtausübung und bindet gleichzeitig das Individuum an Autoritäten und hierarchische Strukturen, die diese Bedürfnisse befriedigen.
Die Bezeichnungen „Sadismus“ und „Masochismus“ verwendet Fromm nicht in Bezug auf sexuelle Praktiken, sondern im Verhältnis zur Autorität. Er begründet dies folgendermaßen:
„Diese Terminologie ist auch dadurch gerechtfertigt, dass der Sado-Masochistische immer durch seine Einstellung zur Autorität gekennzeichnet ist. Er bewundert die Autorität und strebt danach, sich ihr zu unterwerfen; gleichzeitig aber will er selbst Autorität sein und andere sich gefügig machen.“ (1941/1978, S. 163)
Zudem nenne sich das faschistische System – auf Grund des überragenden Anteils der Autorität an seinem Aufbau – selber ein „autoritäres“. Durch die Bezeichnung autoritärer Charakter wird zugleich auf Faschismustheorien verwiesen. Der Gehorsam gegenüber etablierten Autoritäten und die Intoleranz bzw. Aggression gegen den ideologischen Gegner hängen laut Fromm oft mit anderen Einstellungen zusammen: mit unbedingter Loyalität zur eigenen Bezugsgruppe und deren Führer, mit der Bereitschaft, eine Ideologie unkritisch zu übernehmen, mit Nationalismus und religiösem Fundamentalismus. Die autoritäre Persönlichkeit ist konformistisch: Abweichungen vom „Normalen“ werden abgelehnt, unter Umständen verfolgt, Individualismus und liberale Einstellung oder ein kultureller Pluralismus werden nicht toleriert.
Fromm als alleiniger Verfasser des sozialpsychologischen Teils der 1936 erschienenen Studien über Autorität und Familie erarbeitete damit Grundlagen für die berühmte, später in den USA entstandene Studie The Authoritarian Personality, die 1950 von Theodor W. Adorno et al. veröffentlicht wurde. Dass er dort nur in zwei Fußnoten erwähnt wird, liegt wohl an dem Zerwürfnis mit Adorno, der bei Max Horkheimer, dem Leiter des Instituts für Sozialforschung, kritische Einwände gegen Fromm vorbrachte und diesen 1939 aus dem Institut hinausgedrängt hatte.

## Die Verbreitung des autoritären Charakters
Die Fragen nach der Verbreitung und nach der Zu- und Abnahme des autoritären Charakters in der deutschen Bevölkerung im 20. Jahrhundert oder nach Unterschieden zwischen den Bevölkerungen verschiedener Länder verlangen sehr genaue Definitionen und repräsentative Untersuchungen. Da solche Forschungsergebnisse fehlen, müssen die Interpretationen spekulativ bleiben.
Schon Niccolò Machiavelli in der Discorsi im 16. Jahrhundert und später Immanuel Kant legte 1798 in seiner Anthropologie in pragmatischer Hinsicht von ihm wahrgenommene Unterschiede zwischen dem deutschen Volk und anderen europäischen Völkern dar. Hier stehen viele der heute noch lebendigen Stereotype des nationalen Selbstbildes. So nennt Kant u. a. den „Fleiß“, die „Ehrlichkeit“ und „Häuslichkeit“ der Deutschen, außerdem den vergleichsweise schwächer ausgebildeten „Witz und Künstlergeschmack“ sowie die große Bereitschaft, fremde Sprachen zu lernen. Als unvorteilhafte Seiten hebt er hervor: der Deutsche „fügt sich unter allen zivilisierten Völkern am leichtesten und dauerhaftesten, der Regierung, unter der er ist“ und neigt in pedantischer Weise dazu, „zwischen dem, der herrsche, bis zu dem, der gehorchen soll, eine Leiter anzulegen, woran jede Sprosse mit dem Grad des Ansehens bezeichnet wird, der ihr gebührt“ (Kant 1798/1983, A 311), d. h. vor allem hinsichtlich der Titel. – Damit werden einige Aspekte der autoritären Persönlichkeit vorweggenommen, wie sie erst viel später von Wilhelm Reich und Erich Fromm mit Blick auf den Faschismus bzw. Nationalsozialismus genauer beschrieben wurde.
Einzelne autoritäre Züge oder ein typisches Muster autoritärer Einstellungen sind unübersehbar: in den Familien, in der Politik und Wirtschaft, in Schulen, Universitäten und Kliniken, in Institutionen wie im Privatleben und in den Religionen. Gerade im Nachkriegs-Deutschland lag die Frage nahe, wie verbreitet diese autoritären Einstellungen waren und wie sie durch eine demokratische Erziehung beeinflusst werden könnten. Die deutschen Psychologen und Soziologen haben diese Fragestellung kaum aufgenommen; auch vom Frankfurter Institut für Sozialforschung wurden weder NSDAP-Mitglieder und Mitläufer noch die inhaftierten Täter untersucht.
Bekannte literarische Beispiele im Deutschland des 20. Jahrhunderts, in denen dieser Charakter beschrieben wird, sind: Heinrich Manns Der Untertan (1914) und die 1980 in der Bundesrepublik Deutschland veröffentlichte Erzählung Der Vater eines Mörders von Alfred Andersch. Auch die bekannten Experimente in den 1960er Jahren in den USA Milgramexperiment und The Third Wave, worauf der mehrfach verfilmte Roman Die Welle basiert, liefern Anhaltspunkte.

## Neuere Theorien
Die Theorie des Autoritären Charakters bei Adorno baut auf der Freudschen Theorie (z. B. auf dem Konzept des Narzissmus der kleinen Differenzen) auf, die in einigen Forschungsarbeiten in den 1960er-Jahren in Teilen als veraltet betrachtet worden war. Teile dieser Theorie, zumeist stärker verbunden mit soziologischen Fragestellungen, wurden hingegen weiterentwickelt.
Über Fromms Theorie des autoritären Charakters hinaus gibt es zahlreiche Publikationen und Diskussionsbeiträge aus sozialphilosophischer und gesellschaftskritischer sowie aktuell politischer Sicht, die nicht alle in die Literaturliste aufgenommen werden können.